# コザ (バグパイプ)
コザ (koza)、ないし、コプザ (kobza) は、ポーランド語で「ヤギ」を意味し、ポーランドの民族音楽で用いられる5種類の基本的なバグパイプの類型のひとつを指す一般的な言葉。コザは、ポーランド南部のポドハレ地方に由来し、ポーランドの他のバグパイプとは、構造がかなり異なっている。音階は、b - c - d - e - f - g から成っており、ドローンが B、f、b にある。この楽器は、連続的に低音を奏でることで知られている。

## 構造と外観
ほかのバグパイプと異なり、コザにはドローンが3つあり、そのうちひとつは独立したパイプ（通奏管）をもち、残りふたつは空気の流れが三つ又になっているチャンター（主唱管）にある。この気鳴楽器には、薄い銅板を杖上に巻き上げるなどして管状に作った1本のリード・パイプがあり、そこにヤギの皮袋に腕で圧力を加えることで空気の流れを起こす。このパイプは、木製のソケットでバッグとつながれており、バッグは口から吹き込む空気によって膨らまされる（空気を吹き込む管には、逆流を止める弁がついている）。チャンターの音孔を使って、旋律を奏でることができるが、他の管は、延長可能な接続部をもち、もっぱら旋律に対置されるドローン音を奏でる。